# 庫雷普托
35°5′S 72°1′W / 35.083°S 72.017°W

庫雷普托（西班牙語：Curepto），是智利的城鎮，位於該國中部馬烏萊大區的塔爾卡省，始建於1790年11月17日，面積1,073.8平方公里，海拔高度9米，2012年人口9,380人，人口密度每平方公里8.7人。